# Richard Willstätter
Richard Martin Willstätter (Karlsruhe, 13 de agosto de 1872-Muralto, 3 de agosto de 1942) fue un químico y profesor universitario alemán galardonado con el Premio Nobel de Química del año 1915.

## Biografía
Cursó su formación primaria en la escuela básica de su localidad natal, hasta que se mudó de domicilio con su familia e ingresó en la Escuela Técnica de Núremberg. Allí dio muestras de poseer una innata vocación científica, por lo que, ya en plena juventud, estudió en la Universidad de Múnich, en la que obtuvo su doctorado en 1894 por su trabajo sobre la estructura de la cocaína. Ejerció como profesor asistente de química orgánica en esa universidad (1902-1905), trabajando a las órdenes de Adolf von Baeyer en Múnich, mientras continuó investigando sobre la estructura de los alcaloides, sintetizando varios de ellos.
Entre 1905 y 1912 fue profesor en la Universidad de Zürich, comenzando a trabajar sobre la clorofila. Descubrió su estructura así como la similitud entre ésta y la hemoglobina de la sangre. Fue profesor de la Universidad de Berlín (1912-1915) (donde sus investigaciones revelaron la estructura de muchos pigmentos de flores y plantas) y director del Instituto Kaiser Wilhelm (1912-1916). Cuando la I Guerra Mundial interrumpió sus investigaciones, junto con Fritz Haber dedicó su atención al desarrollo de una máscara antigás.
En 1916 Willstatter sucedió a Baeyer como profesor en Múnich. Durante la década de 1920 investigó los mecanismos de las reacciones de las enzimas, llegando a la conclusión de que las enzimas son sustancias químicas y no organismos biológicos. Consideraba las enzimas como no-proteínas, teoría sostenida hasta 1930.
Siendo judío, en 1924 dimitió de su puesto en Múnich como protesta por las presiones antisemitas. Continuó sus trabajos de forma privada, primero en Múnich y, desde 1939, en Suiza.
En 1915 fue galardonado con el premio Nobel de Química por sus investigaciones en el campo de los pigmentos vegetales, especialmente la clorofila.